# Mansencôme
Mansencôme är en kommun i departementet Gers i regionen Occitanien i sydvästra Frankrike. Kommunen ligger i kantonen Condom som tillhör arrondissementet Condom. År 2022 hade Mansencôme 45 invånare.

## Befolkningsutveckling
Antalet invånare i kommunen Mansencôme
Referens:INSEE